# كوري بولز
كوري بولز هو مصمم رقص وممثل كندي، ولد في 27 أغسطس 1973 في مونتريال في كندا.

## وصلات خارجية
- كوري بولز على موقع IMDb (الإنجليزية)
- كوري بولز على موقع ألو سيني (الفرنسية)
- كوري بولز على موقع أول موفي (الإنجليزية)
- كوري بولز على موقع قاعدة بيانات الفيلم (الإنجليزية)
- كوري بولز على موقع كينوبويسك (الروسية)
- كوري بولز على موقع كينوبويسك (الروسية)